# Porte-éventail du Mexique
Onychorhynchus mexicanus
Ne doit pas être confondu avec Moucherolle aztèque.
Espèce
Synonymes
- Muscivora mexicana

Statut de conservation UICN

 LC  : Préoccupation mineure
Le Porte-éventail du Mexique (Onychorhynchus mexicanus), également appelé Moucherolle du Mexique, est une espèce de passereau placée dans la famille des Tityridae. Ce taxon est considéré comme conspécifique avec le Porte-éventail roi (Onychorhynchus coronatus), le Porte-éventail de Swainson (Onychorhynchus swainsoni) et le Porte-éventail pâle (Onychorhynchus occidentalis) par certains auteurs.

## Sous-espèces
Cet oiseau est représenté par 2 sous-espèces :
- Onychorhynchus mexicanus mexicanus (Sclater, 1857) : des plaines du golfe du Mexique (État mexicain de Veracruz) à l'Est du Panama (province du Darién) ;
- Onychorhynchus mexicanus fraterculus Bangs, 1902 : du Nord-Est de la Colombie à l'Est du Venezuela (Ouest de l'État de Zulia et Ouest de l'État de Barinas)[1],[2].